# ダーシーズホワイトターク
ダーシーズ・ホワイト・ターク (D'Arcy's White Turk) は、17世紀後半にイングランドで活動したアラブまたはトルコ系種牡馬で、サラブレッドの始祖の一頭。別名セドベリーターク (Sedbury Turk) とも。プレースズ・ホワイト・ターク (Place's White Turk) と同一視されることもあるが、同一馬とすると輸入年（1657年輸入）に矛盾がある。
1675年あるいは1676年にシリアのアレッポから輸入され、セドバリースタッドで繋養された。産駒としては、種牡馬として成功したオーボイ (Hautboy) のほか、ラッグス (Luggs) 、13号族の牝馬グレーロイヤル (Grey Royal) などが記録されている。死亡年は不明だが、交配記録より1690年以降と考えられる。
父系子孫はオーボイからグレーオーボイ (Grey Hautboy) 、さらにベイボルトン (Bay Bolton) が出て、一時三大始祖に並ぶほどの勢力を持ったが、19世紀初頭に消滅した。また、この馬に由来する芦毛遺伝子も一時広まったが、現在のサラブレッドの芦毛は別の馬に由来するものである。

## サイアーライン
Darcy's White Turk 1675輸入
｜Hautboy 1690
｜｜Crutches 1705
｜｜Old Wyndham 1704
｜｜｜Cinnamon 1722
｜｜｜Greylegs 1725
｜｜Clumsey 1705
｜｜｜Fox Cub 1714
｜｜｜｜Dunkirk 1726
｜｜｜Fox 1714
｜｜｜｜Cub 1739
｜｜｜｜Bolton Goliah 1736
｜｜｜｜｜Hunt's Jigg 1741
｜｜｜｜Merry Andrew 1739
｜｜Grey Hautboy 1698
｜｜｜Grey Ramsden 1704
｜｜｜Lamprie 1716
｜｜｜Bay Bolton 1705
｜｜｜｜Godolphin's Whitefoot 1719
｜｜｜｜Fearnought 1725
｜｜｜｜Looby 1728
｜｜｜｜Patriot 1729
｜｜｜｜Bolton Starling 1727
｜｜｜｜｜Torismond 1739
｜｜｜｜｜Skim 1746
｜｜｜｜｜Perseus 1754
｜｜｜｜｜｜Bay Richmond 1764
｜｜｜｜｜｜｜Clockfast 1780 アメリカへ輸出
｜｜｜｜｜｜｜｜Jones' President 1788
｜｜｜｜｜｜｜｜｜Bay Yankee 1798?